# Ciocești, Argeș
Ciocești este un sat în comuna Bârla din județul Argeș, Muntenia, România.